# 제프리 페퍼
제프리 페퍼(Jeffrey Pfeffer, 1946년 7월 23일~, 미주리주 세인트루이스 출생)는 미국의 비즈니스 이론가이자 스탠퍼드 대학교 경영대학원의 조직 행동학 교수이며 오늘날 가장 영향력 있는 경영 사상가 중 한 명으로 간주된다.

## 전기
페퍼는 캘리포니아 웹 학교에서 고등학교를 졸업했다. 그는 카네기 멜런 대학교에서 학사 및 석사 학위를, 스탠퍼드 대학교에서 박사 학위를 받았다. 그는 일리노이 대학교 경영대학원에서 경력을 시작한 후 1973년부터 1979년까지 버클리 캘리포니아 대학교에서 가르쳤다.
페퍼는 전 세계 39개국에서 강연을 했으며 미국의 많은 기업 및 협회에서 경영 세미나를 가르쳤다.
페퍼는 인적 자본 관리 회사의 이사회에서 근무했다. 그는 또한 10년 동안 상장된 Sonosite(SONO)의 이사회와 민간 첨단 기술 회사인 Actify 및 Audible Magic 의 이사회에서 근무했다. 그는 현재 비영리단체인 Quantum Leap Healthcare의 이사회와 여러 민간 기업의 자문위원으로 활동하고 있다.
페퍼는 자신의 기사와 책으로 수많은 상을 수상했다. 그는 25년 전에 Academy of Management의 펠로우로 선출되었으며, 행동 과학의 고급 연구 센터( Center for Advanced Studies in Behavioral Sciences)의 펠로우였으며, 경영에 대한 학술적 기여로 Richard D. Irwin 상을 수상했으며, Thinker's 50 Hall of the 명성과 2011년 네덜란드 틸부르크 대학에서 명예 박사 학위를 받았다.

## 작업
페퍼는 인적 자원 관리, 조직의 권력과 정치, 증거 기반 관리, 지식과 실천 격차, 리더십, 계층화 및 조직 내부 노동 시장, 과학 사회학, 방법 및 이유 이론의 주제에 대해 이론적이고 실증적인 연구를 수행했다. 자아실현, 시간과 돈의 심리적 관계, 경제적 평가가 된다.
페퍼는 사례 연구를 작성하는 것으로도 인정받았으며 2016년 Case Center에서 발표한 상위 40명의 사례 저자 중 한 명으로 선정되었다. 2015/16시즌에는 25위를 기록했다.
페퍼는 인적 자원 관리의 선택 및 핵심 수업과 조직 행동의 핵심 과정을 가르쳤다. 스탠포드 교수진에 합류했을 때 그는 조직의 권력에 대한 선택 과목을 개발했다. 처음에는 조직의 권력과 정치(Power and Politics in Organizations)라고 불렀고 몇 년 전 이 수업의 제목 은 권력으로 가는 길(The Paths to Power)로 바뀌었다. 선택 과목은 지속적으로 인기를 얻었으며 페퍼는 1년에 2개의 섹션을 가르치고 수년에 걸쳐 다른 동료들도 섹션을 가르쳤다.